# Jan Rec
Jan Rec (ur. 11 października 1919 w Siedliskach koło Bobowej, zm. 9 września 1994 w Pasierbcu) – polski duchowny katolicki, proboszcz parafii Najświętszej Maryi Panny Królowej Polski w Tarnowie-Mościcach.

## Życiorys
Pochodził z chłopskiej rodziny, mającej duże gospodarstwo w Siedliskach. Był synem Benedykta i Katarzyny z domu Gucwa. W 1925 r. rozpoczął naukę w klasie pierwszej w Szkole Powszechnej w Siedliskach. Szkołę tę ukończył 28 czerwca 1932 r.; zachowała się nagroda za bardzo dobre wyniki w nauce: książka Wincentego Pola Mohort, przechowywana w szkole nazwanej później jego imieniem. Musiał kontynuować naukę w Bobowej, gdyż siedliska siedmioklasowa szkoła nie dawała możliwości nauki w szkole średniej. Po ukończeniu szkoły w Bobowej rozpoczął pobyt w Małym Seminarium Duchownym w Tarnowie i naukę w I klasie I Liceum Ogólnokształcącego. Wybuch II wojny światowej przerwał naukę. Zagrożony wywiezieniem do Niemiec w charakterze robotnika przymusowego, podjął pracę w urzędzie gminy w Bobowej. Na tajnych kompletach zdał maturę w Gorlicach w 1944.
Jesienią 1944 roku wstąpił do Wyższego Seminarium Duchownego w Tarnowie. 20 czerwca 1948 roku przyjął święcenia kapłańskie z rąk bpa Jana Stepy. Pracował jako wikariusz w parafiach w Krościenku, Grybowie, Dąbrowie Tarnowskiej i Wojniczu. Od 1959 roku był ojcem duchownym kleryków tarnowskiego seminarium, a od 1969 Diecezjalnym Dyrektorem Unii Apostolskiej Kleru.
W 1969 roku, po ustąpieniu księdza Stanisława Indyka z funkcji proboszcza parafii Najświętszej Maryi Panny Królowej Polski w Mościcach, Jan Rec został wyznaczony wikariuszem adiutorem parafii, zaś od 29 stycznia 1971 roku mianowany proboszczem. Od 1976 roku był dziekanem dekanatu Tarnów Zachód. Funkcję proboszcza w Mościcach pełnił do 1991 roku, jednocześnie wykonując obowiązki, między innymi, kapelana miejscowego zakładu karnego, szpitala przyzakładowego Zakładów Azotowych i tarnowskiego Związku Sybiraków.
15 grudnia 1959 r. został odznaczony EC, a 18 stycznia 1966 r. RM. W 1969 roku otrzymał godność honorową kapelana Jego Świątobliwości, a w 1991 roku Prałata honorowego Jego Świątobliwości. Ze względu na zły stan zdrowia 19 czerwca 1991 roku zrezygnował z pełnionych funkcji i osiadł jako rezydent w parafii w Pasierbcu. Tam zmarł 9 września 1994 roku. Uroczystości pogrzebowe, którym przewodniczył biskup tarnowski Józef Życiński, odbyły się 11 i 12 września w sanktuarium w Pasierbcu i kościele parafialnym w Siedliskach, przy udziale kilkuset wiernych.
W 1995 roku imię Jana Reca otrzymała jedna z ulic w Mościcach, zaś w mościckim kościele parafialnym wmurowano pamiątkowe epitafium poświęcone jego pracy. W 2014 roku został wybrany w głosowaniu na patrona Zespołu Szkół w Siedliskach, a w dniu 15 września 2016 odbyła się uroczyste nadanie szkole imienia patrona.

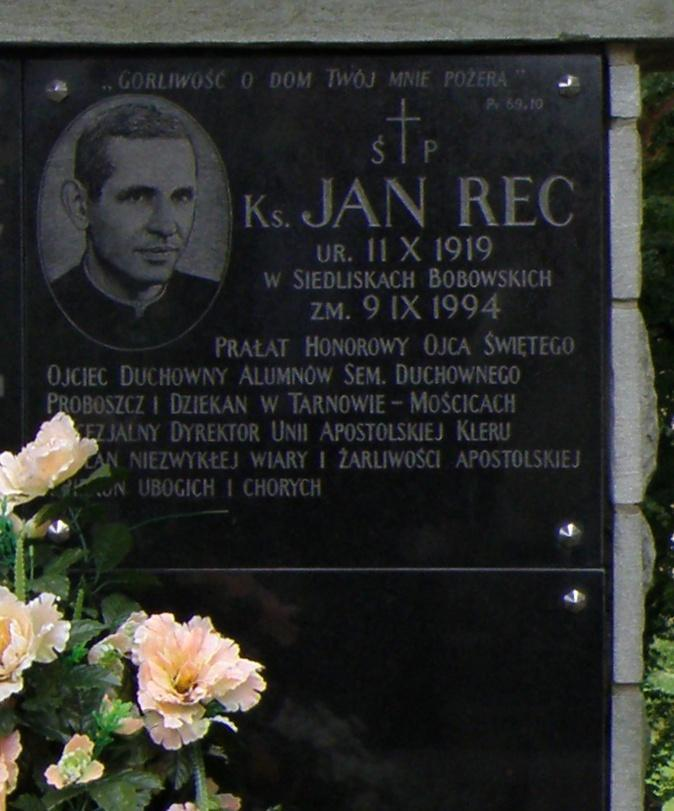
Tablica nagrobna
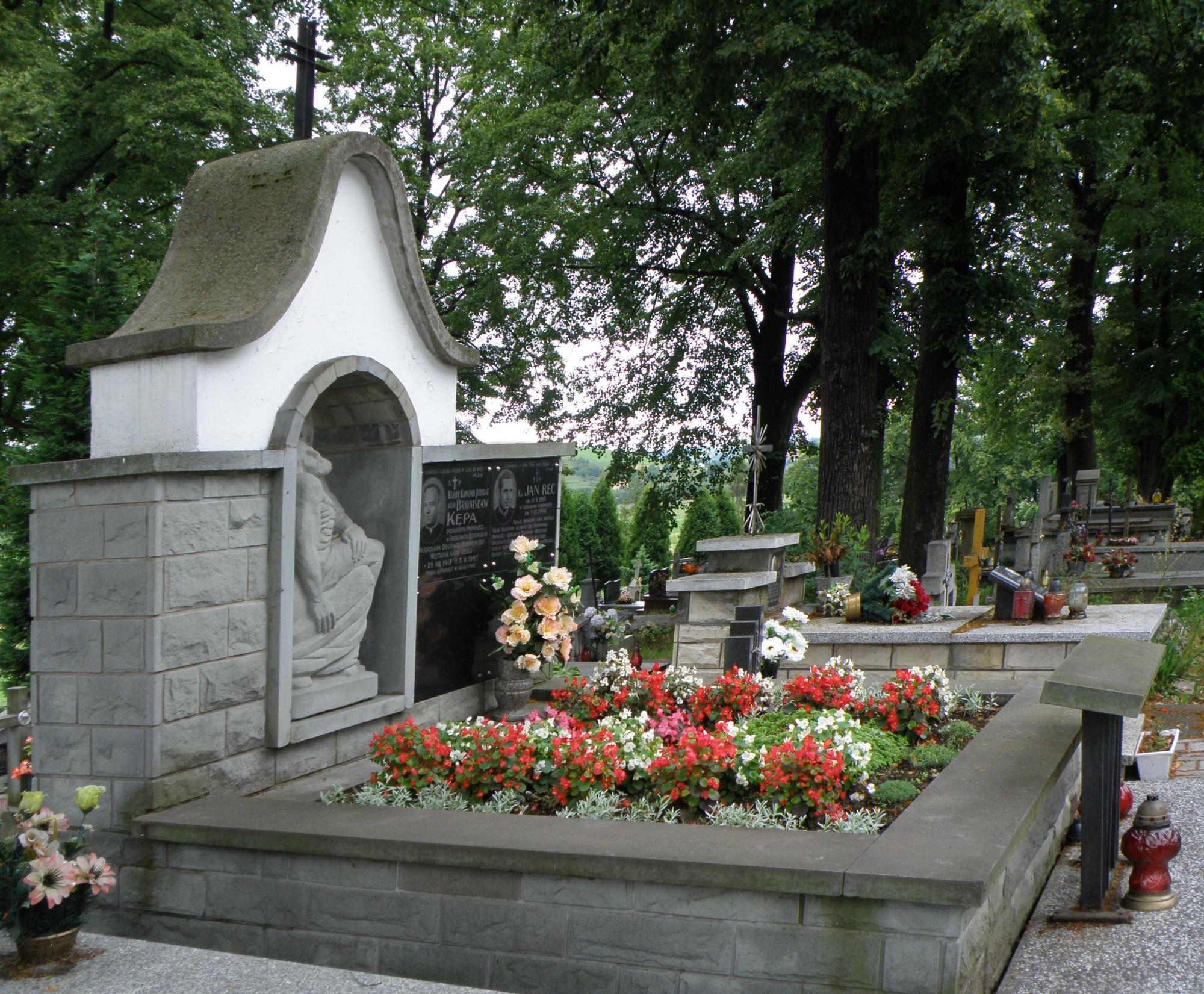
Grób na cmentarzu w Siedliskach koło Bobowej.
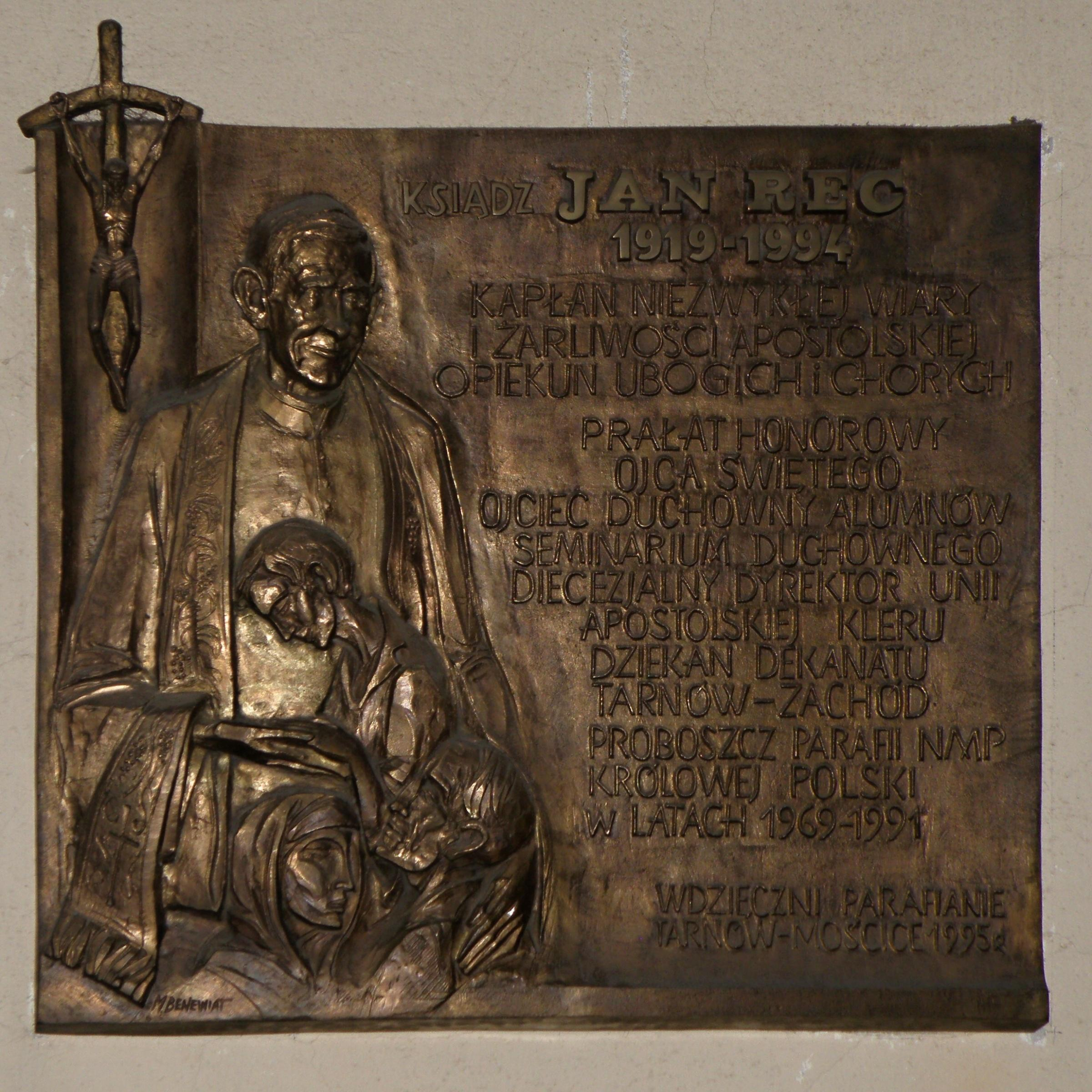
Tablica pamiątkowa w kościele w Mościcach. Projektant: Marek Benewiat
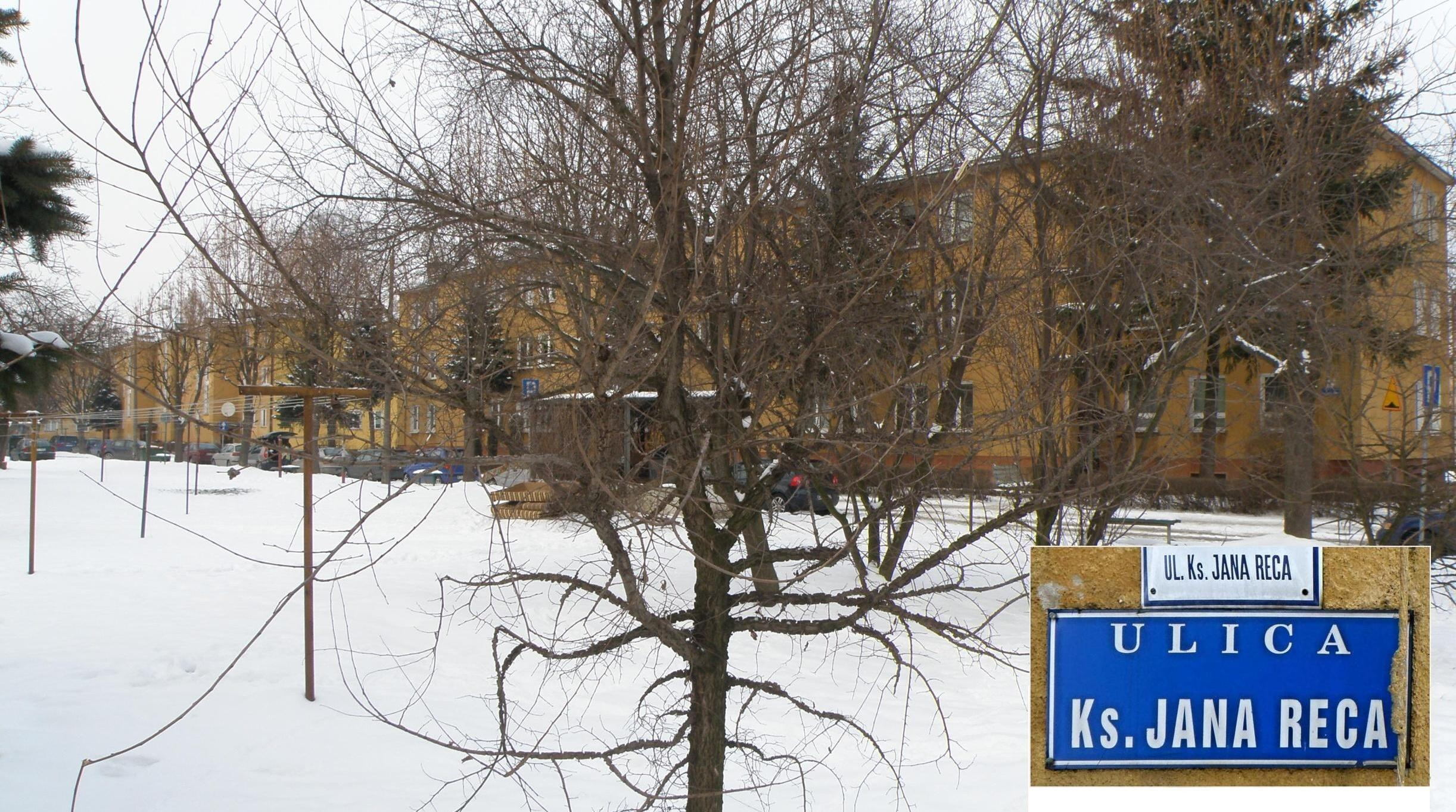
Ulica ks. Jana Reca w Mościcach.